# Кармен (фильм, 1983)
«Ка́рмен» (исп. Carmen) — испанский музыкально-танцевальный кинофильм режиссёра Карлоса Сауры. Вышел на экраны в 1983 году.
Является танцевально-музыкальной адаптацией новеллы Проспера Мериме «Кармен» — на музыку из оперы Жоржа Бизе «Кармен» с современной хореографией в стиле фламенко.
Это был второй фильм, снятый Карлосом Саурой в рамках своей танцевальной трилогии в стиле фламенко, в которую также вошли фильмы «Кровавая свадьба» (1981) и «Колдовская любовь» (1986).

## Сюжет
Труппа танцоров фламенко ставит испанизированную танцевально-музыкальную адаптацию новеллы Проспера Мериме «Кармен». Во время репетиций хореограф Антонио влюбляется в исполняющую главную партию танцовщицу Кармен. С этого момента реальность начинает смешиваться с сюжетом новеллы.

## В ролях
- Антонио Гадес — Антонио
- Лаура дель Соль — Кармен
- Пако Де Лусия — Пако
- Пепа Флорес (Марисоль) — Пепа
- Кристина Ойос — Кристина
- Хуан Антонио Хименес — Хуан

## Премии и номинации
Картина вошла в основной конкурс Каннского фестиваля 1983 года и была отмечена двумя премиями: техническим гран-при и призом за художественный вклад.
По итогам 1983 года фильм номинировался на «Оскар» в категории «Лучший фильм на иностранном языке».
Через год, в марте 1985 года, фильм получил Премию BAFTA за лучший фильм на иностранном языке (премию за 1984 год).